# 가문의 영광 (드라마)
《가문의 영광》은 2008년 10월 11일부터 2009년 4월 19일까지 방영된 SBS 주말 특별기획 드라마이다.

## 방송 시간
| 방송 채널 | 방송 기간                           | 방송 시간               | 방송 분량  |
| --------- | ----------------------------------- | ----------------------- | ---------- |
| SBS       | 2008년 10월 11일 ~ 2008년 10월 19일 | 토, 일 밤 10:00 ~ 11:20 | 1시간 20분 |
| SBS       | 2008년 10월 25일 ~ 2009년 4월 19일  | 토, 일 밤 10:00 ~ 11:10 | 1시간 10분 |

## 줄거리
멸문한 종가를 다시 세운 노인을 정면에 내세운것은 "그가 지키고자 한 것은 무엇인가"에 대한 물음이다. 하만기는 그런 사람이었다. 낡은 족보만 있지 아무것도 가진게 없었던 사람이다. 그러나 그는 자신을 일으켜 세웠다. 낡은 족보를 뒤적이며 선대 어른들의 이름과 행적을 말해주는 멸문한 가문의 종손인 아버지를 보면서 깨달았다. "나는 귀한 사람이라고..."
하늘에서 어느날 갑자기 의미없이 떨어진 것이 아니라 누군가의 자식으로, 누군가의 형제로, 누군가의 삶의 증거로... 그래서 그는 낡은 족보를 껴안고 일어섰고 잃었던 종택을 찾았고, 흩어졌던 종친을 찾아 모았다.
이 드라마는 자신을 사랑하는 법을 알았던 사람의 이야기다. 자신을 사랑해야 사는게 의미있고 반듯해질 수 있다고 믿는 한 사람이 일궈낸 많은 사연들을 담고 있는 이야기다.
처음 시작은 하만기 후손들의 이혼, 간통 등의 이야기로 시작되지만 이들이 어떻게 자신을 사랑하는 삶을 살아가는지 보여주는 가슴 따뜻한... 물질만능에 물든 현대에 일침을 가하는 드라마다.

## 등장 인물

### 하만기 가족
- 신구 : 하만기 역 (아역 : 박희건) - 하씨문중의 종손
- 박현숙 : 하주정 역 - 하만기의 동생, 방송국 교양프로 PD
- 서인석 : 하석호 역 - 하만기의 아들
- 나영희 : 이영인 역 - 하석호의 부인
- 전노민 : 하수영 역 (아역 : 최원홍) -하태영의 쌍둥이 형, 하만기의 손자, 하석호의 아들, 오진아 남편
- 신다은 : 오진아 역 - 하수영의 부인
- 김성민 : 하태영 역 - 하수영의 쌍둥이 동생, 하만기의 손자, 하석호의 아들, 나말순 남편
- 마야 : 나말순 역 - 하태영의 부인, 교통계 순경
- 윤정희 : 하단아 역 - 하만기의 손녀, 하석호의 딸, 이강석  아내  ,사학과 조교수
- 박준목 : 하동동 역 - 하태영의 아들

### 이천갑 가족
- 연규진 : 이천갑 역 - 최영자의 남편 ,이강석의 아버지
- 서권순 : 최영자 역 - 이천갑의 부인, 이강석의 어머니
- 박시후 : 이강석 역 - 이천갑의 최영자와 아들, 하단아 남편
- 전혜진 : 이혜주 역 - 이강석의 여동생 ,  현규 의  연인

### 주변 인물
- 이현진 : 정현규 역 - 전자공학과 학생 , 해주의 연인
- 김영옥 : 윤삼월 역 - 하만기 댁의 가정부
- 이수민 : 윤조만 역 - 윤삼월의 손녀, 하단아의 친구, 장기의 연인
- 심현섭 : 김병도 역 - 방송국 교양국 PD, 하주정의 동료
- 이종남 : 남영숙 역 - 사학과 교수
- 최지원 : 안순진 역 - 최영자 조카

### 그 외 인물
- 이종민 : 이장기 역 - 나말순의 동료경찰, 조만의  연인
- 주성민 : 정현규의 친구 1 역
- 신강하 : 정현규의 친구 2 역
- 이종구 : 노 교수 역
- 권병길 : 최 선생 역 - 족보 관리하는 남자
- 주동희 : 호텔 직원 역
- 차영옥 : 내과의사 역 - 이영인의 동창
- 이원재 : 방송국 국장 역
- 김태균 : 형사 역
- 정찬우 : 형사 역
- 황윤걸 : 의사 역
- 김연수 : 항공사 안내데스크 직원 역
- 김추월 : 포장마차 주인 역
- 박종설 : 선장 역
- 김건호 : 촌로 2 역
- 박성균 : 사학과 조교 역
- 김대성 : 부조금 받는 남자 역
- 양동재 : 의사 역
- 신재도 : 강석의 회사 간부 역
- 홍승범 : 약사 역
- 조선옥 : 미영 역 - 이천갑과 바람핀 여자
- 조동희 : 최 부장 역
- 민병애 : 하태영이 접촉사고 낸 차량의 차주 역
- 정향숙 : 대학생 역
- 박칠용 : 이영철의 아버지 역
- 남희수 : 우유 배달하는 여자 역
- 반민정 : 신도영 역 - 강석의 맞선녀
- 박종원 : 경비원 역
- 김선녀 : 강석이네집 가정부 역
- 반야성 : 이 기사 역
- 김나연 : 강석의 비서 역
- 남소연 : 홍보실 직원 역
- 강민정 : 식당 직원 역
- 이풍운 : 주유소 알바생 역
- 김도자 : 의사 역
- 박지영 : 알바생 역
- 백윤흠 : 동료 역
- 김현아 : 술집 마담 역
- 이광세 : 대학교 학장 역
- 조병길 : 촌로 1 역
- 이종길 : 이 변호사 역
- 유순철 : 인형뽑기가게 주인 역
- 주부진 : 나말순과 같은 병실에 입원한 할머니 역
- 김홍수 : 강석의 회사 간부 역
- 이승형 : 경섭 역 - 하주정의 전 남자친구 역
- 정찬 : 윤태주 역 - 강석의 친한 형
- 최지원 : 안순진 역 - 최영자의 조카
- 현영임 : 딸기아이스크림을 달라고 우는 아이의 엄마 역
- 송승용 : 딸기아이스크림을 달라고 우는 아이의 아빠 역
- 정욱 : 김선태 역
- 조명남 : 평촌어른 역
- 김운기 : 진호 역
- 정영금 : 집중치료실에 있는 환자의 어머니 역
- 손영순 : 산파 할머니 역
- 유진하 : 박철진 역 - 강석의 친구
- 황준혁 : 성수 역 - 혜주의 선배
- 이현숙 : 사학과 교수 역
- 원종례 : 시어머니 역
- 권성현 : 며느리 역
- 강철성 : 의사 역
- 정명준 : 검사 역
- 강현중 : 상준 역 - 산파 할머니의 손자
- 주성민

### 특별출연
- 오미연 : 나말순의 어머니 역
- 미상 : 하중웅 역 (아역 : 손선근) - 하만기와 하주정의 아버지
- 김예령 : 영희 역 - 하수영의 전 부인
- 서유정 : 현옥 역 - 하태영의 전 부인
- 송민형 : 주정의 아버지 역
- 김정하 : 주정의 어머니 역

## 연장
- 2009년 2월 18일 : 가문의 영광 방영 분량이 50부작에서 4회 연장되어 54부작으로 변경 및 확정되었다.

## 참고 사항
- 당초 김남주, 신현준, 정혜영이 주요 배역 캐스팅 물망에 거론되었으나 본인이 속해있었던 매니지먼트사 사건과 관련된 연관된 것(김남주)[1], 자사 수목 미니시리즈 <카인과 아벨> 캐스팅(신현준)[2], MBC 월화드라마 <에덴의 동쪽> 출연(정혜영)[3] 등으로 무산됐다.